# Verzorgingsplaats Portland
Verzorgingsplaats Portland is een Nederlandse verzorgingsplaats, gelegen aan de A15 Europoort-Bemmel tussen afrit 19 en knooppunt Vaanplein, op de Ring Rotterdam nabij Rhoon/Charlois. De verzorgingsplaats ligt op de grens van de gemeenten Rotterdam en Albrandswaard.
Als onderdeel van de verbreding van de A15 tussen de Maasvlakte en knooppunt Vaanplein is in 2012 een nieuwe verzorgingsplaats gebouwd. De vernieuwde verzorgingsplaats ligt in de tussenberm (tussen de hoofdrijbaan en de parallelrijbaan) en is enkel vanaf de hoofdrijbaan bereikbaar. Deze situatie is uniek in Nederland.
De verzorgingsplaats is vernoemd naar de polder waarin de parkeerplaats ligt. Op zijn beurt is deze polder na de inpoldering aan het einde van de 17de eeuw vernoemd naar de hoogste titel die Hans Willem Bentinck, heer van Rhoon bezat. Hij was door Willem III benoemd tot graaf van Portland in Engeland.
Portland komt voor in de romans De provincie en Mijn kleine waanzin van Jan Brokken. In de eerste roman is Portland een dorpje ten zuiden van Rotterdam en staat het model voor een plattelandsdorpje met een beklemmende sociale controle en beperkte ontplooiingsmogelijkheden. Het boek gaat dan ook over het ontsnappen aan je opvoeding en in hoeverre dat mogelijk is. Dit boek is ook verfilmd onder de gelijknamige titel.
Richting Bemmel:
Staeldiep · 
Portland · 
Ridderkerk · 
Steenenhoek · 
Veenbult · 
Molenkamp · 
De Mark · 
Overbroek · 
Leigraaf
Richting Maasvlakte:
Varakker ·
Eigenblok ·
Den Bout · 
Alblasserdam